# Wincenty Woroniecki
Wincenty Woroniecki, Korybut (ur. ok. 1780, zm. 11 maja 1826) – książę, pułkownik, szef sztabów pułków napoleońskich.
Kawaler Krzyża Złotego Orderu Virtuti Militari.

## Rodzina
Pochodził z rodziny książąt Woronieckich, będący gałęzią kniaziów Nieświckich.
Ożenił się z Zuzanną Jaworską, ok. 1800 r. 
Miał córkę Annę Woroniecką, która wyszła za mąż w 1825 r. za Zygmunta Piotra Łosia, i Ignację Woroniecką, poślubioną przez Piotra Stadnickiego ze Żmigrodu.

## Kariera wojskowa
23 czerwca 1809 r. został, obok Adama Biedrzyńskiego, szefem sztabu 10 pułku piechoty napoleońskiej.
22 lipca 1809 r. mianowano go szefem szwadronu 11. pułku Księstwa Warszawskiego. Zwolniony 11 stycznia 1812 r., przeszedł jako szef szwadronu 11 sierpnia 1812 r. do 3 pułku szwoleżerów Gwardii, a 11 kwietnia 1813 r. do 1. pułku szwoleżerów Gwardii. Skierowano go 1 sierpnia 1813 r. jako szefa szwadronu do 7. p. szwoleżerów. 
Walczył, m.in.; w obronie Drezna. Po kapitulacji Drezna; 11 listopada 1813 wzięty do niewoli austriackiej. Zwolniony z niewoli, wrócił do kraju.

## Źródła;
- Baza Jerzego ks. Czartoryskiego - cz.I045696, cz.I045671